# Gabriel Moudrý
Gabriel Moudrý (15. srpna 1869 Velké Němčice – 4. července 1930 Praha) byl český diplomat, politik a novinář.
Do politického života se zapojil na Mělnicku, následně se stal tajemníkem Národní strany svobodomyslné. Zároveň se stal novinářem, Jakub Škarda ho v roce 1899 doporučil do redakce Národních listů. V nich v prvním roce první světové války publikoval články o situaci na bojištích, ve kterých pomocí jinotajů kritizoval a zpochybňoval oficiální vídeňské zprávy o vojenských úspěších na východní frontě. Jako politicky nespolehlivý byl odveden do armády.
Po vzniku samostatného Československa se stal tajemníkem vyslance v Německu Eduarda Koernera a později působil jako konzul ve Vídni.
V roce 1925 se vrátil do Prahy a stal se redaktorem a později hlavním redaktorem a úvodníkářem Národních listů. Politicky byl blízký Národní demokracii, ve které se později stal tajemníkem senátorského klubu. Ještě v Národních listech v červenci 1926 publikoval článek Unaven..., ve kterém se národní demokracie přihlásila k otevřenému nesouhlasu s tzv. hradní politiky. Ostré spory proto vedl též s autory Lidových novin.
Již od válečných let byl členem vedení novinářských spolků, ve 20. letech se angažoval také v Ústřední matici školské.
Byl ženatý s Blaženou Moudrou.
Zemřel na srdeční infarkt ve věku 60 let, jeho skon byl označen za náhlý, ačkoli ho již od roku 1927 trápila srdeční choroba. Nekrolog v Národních listech mu napsal Viktor Dyk. Pohřben byl na Krčském hřbitově (tehdy hřbitově Nusle na Zelené Lišce) v Praze.